# Sayyora Rashidova
 (décembre 2023).
Sayyora Rashidova, née le 2 août 1943 à Djizak, est une scientifique et femme politique ouzbèke, commissaire aux droits de l'homme de la République d'Ouzbékistan (Ombudsman) de 1995 à 2016.

## Biographie
Sayora Sharafovna Rashidova naît le 2 août 1943 à Djizak, en République d'Ouzbékistan, dans la famille de l'éminent homme d'État et écrivain Sharof Rashidov. Quittant à Tachkent en 1960, elle entre à la faculté de chimie de l'université d'État de Moscou. Après avoir obtenu son diplôme, elle travaille comme stagiaire à l'Institut A.V. Topchiev de synthèse pétrochimique de l'Académie des sciences de l'URSS. Elle suit également des études supérieures à temps plein à l'Institut de chimie de l'Académie des sciences de la République socialiste soviétique d'Ouzbékistan. Après avoir soutenu sa thèse de doctorat en 1971, elle commence à travailler à l'Institut de chimie en tant que jeune chercheur associé,. En 1979, elle devient chef du département de chimie des polymères et, en 1981, directrice de l'Institut de chimie et de physique des polymères de l'Académie des sciences de la République socialiste soviétique d'Ouzbékistan.
Elle participe activement à la vie publique de la République en tant que présidente de l'Association des femmes scientifiques « Olima » et est élue députée de l'Oliy Majlis lors des première (1995-1999) et deuxième (2000-2004) convocations,. Lors de la session de la première convocation en décembre 1995, Rashidova est élue commissaire aux droits de l'homme (Ombudsman),,,,. Elle occupe ce poste pendant quatre mandats de cinq ans,,,.
Rashidova participe activement à de nombreux forums internationaux sur les droits de l'homme. Elle compte plus de 100 publications dans le domaine des droits de l'homme et est l'auteur et la rédactrice en chef d'une série de collections, notamment Ombudsmen of the World, Ombudsman in Uzbekistan, Human Rights Monitoring et Human Rights Protection in Uzbekistan. Elle est membre des comités de rédaction de plusieurs revues, dont Démocratisation et droits de l'homme, Opinion publique, Droits de l'homme, etc.,,.

## Récompenses et distinctions
- Scientifique méritant de la République d'Ouzbékistan (1993)[9]
- Ordre de « Dustlik » (1999)[10]
- Ordre de « El-yurt khurmati » (2003)[11]
- Ordre du mérite exceptionnel (2019)[12]